# Joanna Michałowska-Gumowska

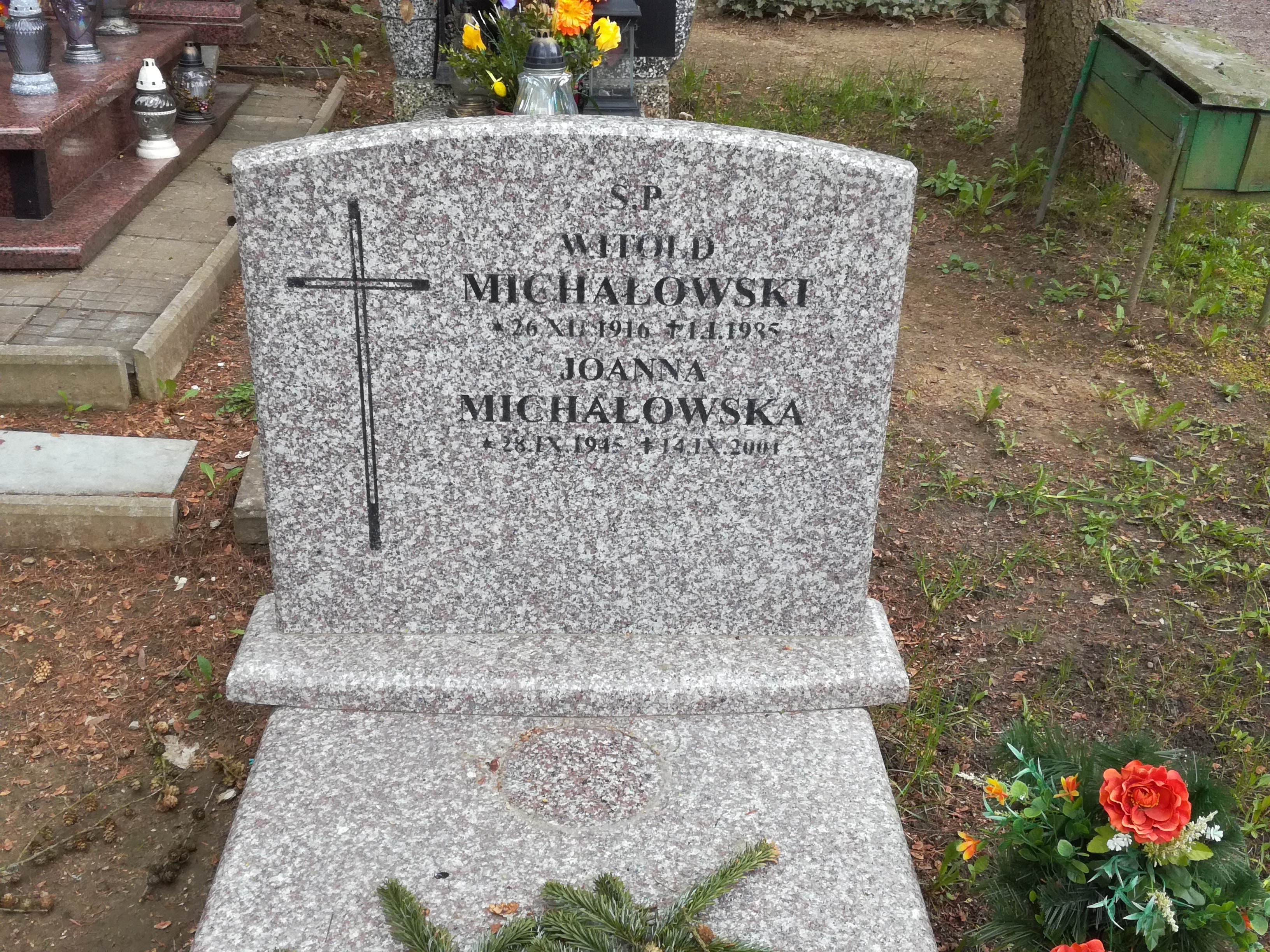
Grób Joanny Michałowskiej-Gumowskiej na Cmentarzu Łostowickim

Joanna Michałowska-Gumowska (ur. 28 września 1945 w Wilnie, zm. 14 września 2001 w Gdańsku) – polska nauczycielka i działaczka komunistycznej Polskiej Zjednoczonej Partii Robotniczej, Minister Oświaty i Wychowania (1985–1987).

## Życiorys
Urodziła się w Wilnie w rodzinie robotniczej Witolda i Heleny. Ukończyła technikum przemysłu spożywczego i pracowała w Wojewódzkim Przedsiębiorstwie Przemysłu Zbożowo-Młynarskiego. Należała do komunistycznej młodzieżówki PZPR – Związku Młodzieży Socjalistycznej. W 1971 została absolwentką studiów polonistycznych na Uniwersytecie Gdańskim, po czym została nauczycielką. W 1976 ukończyła podyplomowe studium z dziedziny nauk politycznych, zaś w 1979 uzyskała stopień naukowy doktora w Wyższej Szkole Nauk Społecznych przy KC PZPR. W grudniu 1968 wstąpiła do Polskiej Zjednoczonej Partii Robotniczej. Pracowała jako instruktorka w Komitecie Dzielnicowym PZPR Gdańsk Śródmieście,  w latach 1974–1975 była I Sekretarzem POP w Komitecie Dzielnicowym Gdańsk Śródmieście PZPR, kierowniczką Dzielnicowego Ośrodka Pracy Partyjnej. Od 1975 zajmowała kolejne stanowiska w Komitecie Wojewódzkim PZPR w Gdańsku, m.in. w latach 1982–1985 była Sekretarzem ds. Nauki i Oświaty KW PZPR. Sprawowała mandat radnej Wojewódzkiej Rady Narodowej. Po stanie wojennym wiceprzewodnicząca Rady Wojewódzkiej Patriotycznego Ruchu Odrodzenia Narodowego. W 1985 kształciła się w Moskwie w Akademii Nauk Społecznych przy Komunistycznej Partii Związku Radzieckiego.
Od 12 listopada 1985 do 24 października 1987 minister oświaty i wychowania w rządzie Zbigniewa Messnera. W latach 1986–1989 była członkiem Ogólnopolskiego Komitetu Grunwaldzkiego, a w latach 1986-1988 wchodziła w skład Społecznego Komitetu Odnowy Starego Miasta Zamościa. 
Od grudnia 1987 zarządzała Międzywojewódzką Szkołą Partyjną PZPR w Gdańsku oraz. została członkinią Plenum Komitetu Wojewódzkiego PZPR w Gdańsku.
Odznaczona m.in. Złotym Krzyżem Zasługi.
Zmarła we wrześniu 2001. Pochowana na Cmentarzu Łostowickim w Gdańsku (17/1/1).